# Мордашка (фильм, 1990)
«Мордашка» — советский художественный фильм 1990 года. Яркий представитель так называемого «кооперативного кино». Производителем и прокатчиком картины выступила компания «Фора-фильм».

## Сюжет
Фильм рассказывает историю молодого человека, сделавшего жизненную ставку на свою привлекательную внешность. Внешность эта обворожительна настолько, что у героя возникает идея использовать её для социального и финансового роста.
Работая на станции техобслуживания, Гена внимательно наблюдает за своими клиентками. Каждый день он видит у них дорогие и красивые машины и мечтает сам ездить на подобных автомобилях, а не чинить их. Поняв, что кроме смазливой мордашки, у него нет больше никаких достоинств, Гена начинает подыскивать себе состоятельную невесту. Вскоре к нему в руки попадает объявление некой Светланы, желающей познакомиться с мужчиной для серьёзных отношений. Они встречаются и проводят совместный вечер, а затем Светлана знакомит Гену со своей подругой Юлей. Последняя — дочь покойного знаменитого академика, владелица большой квартиры, огромной дачи и, вероятно, приличной суммы на счету, доставшейся в наследство от отца — становится в итоге невестой Гены.
Однако женившись, Гена не оставляет привычных ему любовных похождений, и в конечном счёте Юля ловит его с поличным. Осознав безнадёжность мужа, она с матерью уезжает жить на дачу, оставив супругу квартиру, в которую тот теперь водит своих подружек. Однажды одна из пассий Гены — состоятельная девушка Маша — припоминает, что ранее видела его работающим в автосервисе, и начинает над ним насмехаться. Он даёт ей пощёчину, и в отместку Маша организует избиение Гены. Тот с разбитым лицом прибывает к Юле, и она принимает его обратно. Тем не менее, едва залечив раны, Гена возвращается к прежней разгульной жизни.

## Производство и выпуск
Картину произвела и самостоятельно прокатывала одна из первых в СССР кинопродюсерских компаний — независимая студия «Фора-фильм». Последняя была основана в 1988 году и первоначально зарегистрирована как кооператив. Её главой с момента создания и в последующие годы являлся режиссёр, а затем и продюсер Андрей Разумовский. Будучи ещё не продюсером, а только режиссёром, Разумовский обошёл со сценарием «Мордашки» (авторства Александра Буравского) несколько государственных киностудий, но поддержки нигде не получил. Став совладельцем «Форы», он вернулся к своему замыслу.
Снятая за два месяца, «Мордашка» обошлась создателям в 350 тыс. руб., что меньше средней стоимости советской кинокартины. При этом одной из существенных расходных статей бюджета являлся гонорар исполнителя главной роли — Дмитрия Харатьяна (по слухам, в соответствии с договором ему выплатили немыслимую прежде сумму в размере 10 тыс. руб.). Таким образом игравший прежде идеальных положительных героев актёр всё же рискнул попробовать себя в негативном амплуа Гены. Его жену Юлию сыграла Мария Зубарева (роль оказалась для актрисы одной из последних — в ноябре 1993 года она скончалась в возрасте 31 года).
Премьера «Мордашки» состоялась в 1990 году в московском «Дворце молодёжи». Картина стала первым советским фильмом, в титрах которого значилось слово «продюсеры» (в этом качестве выступили Разумовский и Юрий Романенко). Между тем Харатьян на основе данных соцопросов был признан журналом «Советский экран» самым популярным актёром года в СССР. Ещё не знавшая на тот момент понятия «секс-символ» советская пресса, по сути, возвела артиста в этот ранг, одаривая самыми причудливыми эпитетами. Однако роль хамоватого альфонса Гены на время придала славе Харатьяна также оттенок скандальности.

## Мнения и оценки
На момент своего выхода, картина фигурировала в прессе, как правило, в негативном контексте — как наглядный пример плохого качества независимого советского кино. Обозреватель «Правды» Н. Кривомазов описал фильм как «Милый друг» в отечественном варианте, советскую версию Казановы и Растиньяка, где герой достигает своих целей (квартира, машина, деньги и шикарная девочка) примерно на 29-й минуте. Затем, согласно журналисту, персонажу остаётся лишь «валяться со шлюхами, а нам — выжидать, когда же его застукает молодая жена и поколотят куда более состоятельные ребята». При этом Кривомазов отметил, что данную картину, как и прочую продукцию «Форы-фильм», можно «отшлёпать точно грудного младенца». Журналист «Советской культуры» С. Лаврентьев в материале, посвящённом проблеме низкого художественного уровня советского независимого кино, перечислил «Мордашку» в числе картин «независимых от качества».
Обозреватель журнала «Крокодил» П. Смирнов обозначил «Мордашку» как фильм о Казанове, занесённом в советскую действительность (с Харатьяном и дюжиной прелестных и полуобнажённых «кинозвёздочек», коим, очевидно, не дают покоя лавры «маленькой Веры» — Натальи Негоды на страницах «Плейбоя»). По мнению рецензента, если авторы хотели снять нормальное коммерческое кино (лёгкое и изящное, возможно даже эротическое), стоило так и поступить, а не кутать фильм в «лохмотья тяжеловесного морализаторства и якобы социальных проблем». В итоге же, согласно Смирнову, окончательно потерялась жанровая принадлежность картины и обнажилась драматургическая, режиссёрская и актёрская беспомощность. Результат критик охарактеризовал как «ни богу свечка, ни чёрту кочерга».
В 2001 году в справочнике «Новейшая история отечественного кино, 1986—2000» под редакцией Любови Аркус «Мордашка» была упомянута в качестве любимицы публики, ставшей знаменем и символом как студии «Фора-фильм», так и эпохи кооперативного кино. В качестве наглядного представителя последней, картина также фигурировала в тематической документальной ленте режиссёра Сергея Литовца «Дёшево и сердито. „Мордашка“ и другие…» (ВГТРК, 2011).

## Награды
«Золотой Дюк-90»:
- Приз «Первым российским продюсерам» — присуждён Андрею Разумовскому и Юрию Романенко[8]
- Приз «За лучшую женскую роль» — присуждён Марии Зубаревой[16]

## Создатели и актёры
| В ролях - Дмитрий Харатьян — Гена, автомеханик-альфонс - Мария Зубарева — Юля, жена Гены - Марина Зудина — Вера, подруга Гены - Лия Ахеджакова — Зоя Николаевна, мама Юли - Татьяна Муха — Света, подруга Юли - Виктор Филиппов — отец Гены - Леонид Куравлёв — друг Гены, работающий в автосервисе - Галина Польских — мама Гены - Сергей Арцибашев — бывший муж Юли - Владислав Галкин — Толик, рабочий автосервиса - Сергей Рубан — баскетболист - Лариса Полякова — Маша, роскошная незнакомка на дорогой иномарке (нет в титрах) В фильме также принимают участие шоу-группы «Женсовет» и «Комбинация». | Съёмочная группа - Режиссёр: Андрей Разумовский - Автор сценария: Александр Буравский - Оператор: Павел Лебешев - Художник-постановщик: Сергей Хотимский - Композитор: Исаак Шварц - Звукорежиссёр: Семён Литвинов - Монтаж: Татьяна Рожкова - Продюсеры: Андрей Разумовский, Юрий Романенко |